# Jørgen Jørgensen (Politiker)
Jørgen Jørgensen (* 7. Juni 1891 in Ullerup, Fyn; † 5. Juli 1963 ebenda, auch Jørgen Jørgensen Ullerup genannt) war ein dänischer Politiker der Konservativen Volkspartei. 
Jørgensen war Mitglied des Landstings von 1939 bis 1950 und ab 1950 Mitglied des Folketings. Er war Vorsitzender der konservativen Reichstagsfraktion von 1950 bis 1952, und dann von 30. April 1952 bis 30. September 1953 dänischer Arbeitsminister im Kabinett von Erik Eriksen.